# Mécanisme de surveillance unique
Lire en ligne

Lire sur eur-lex.europa.eu

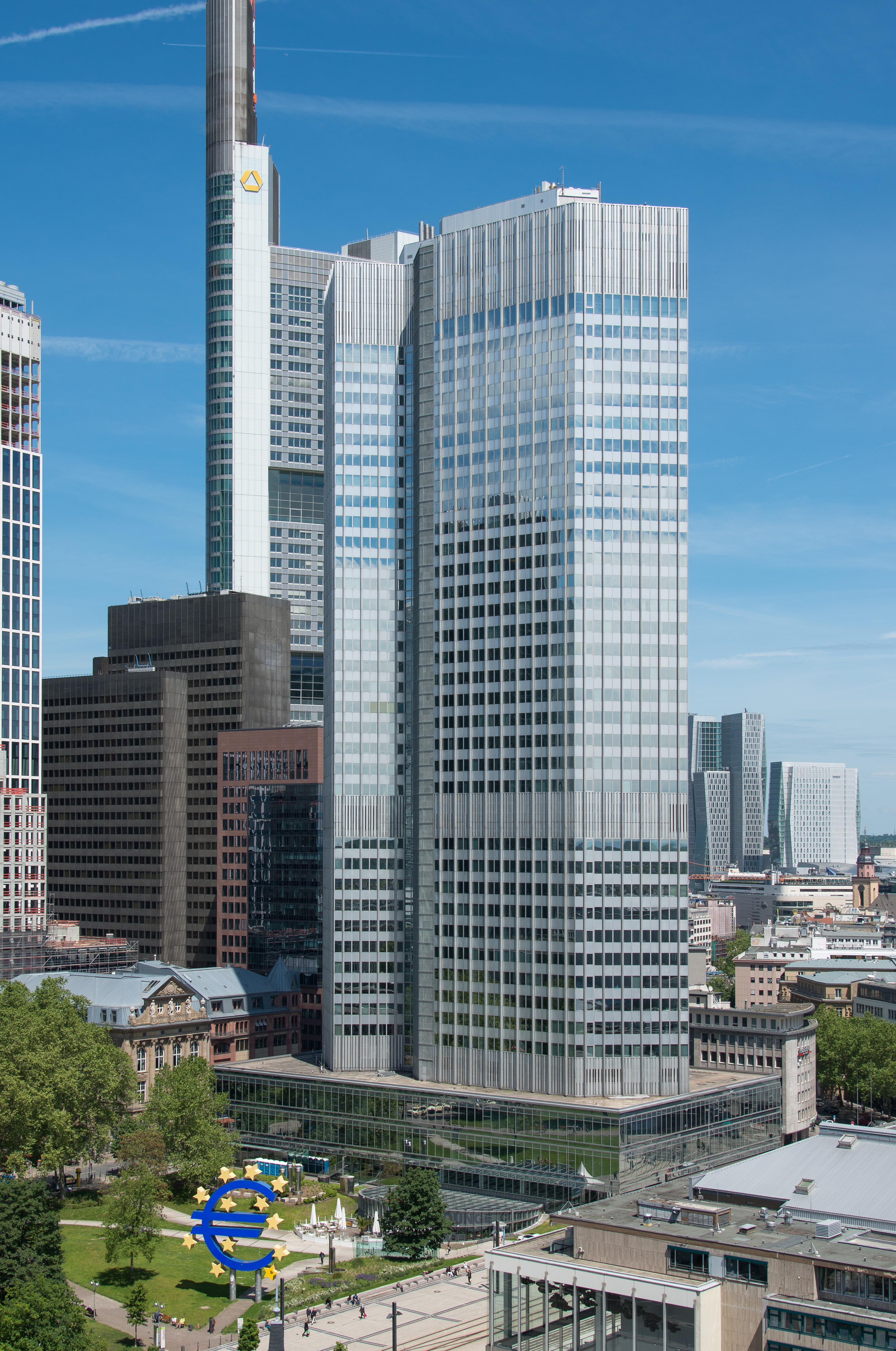
Siège du MSU, l'Eurotower à Francfort.

Le mécanisme de surveillance unique (ou MSU) est un système de surveillance du système bancaire mis en place par l'Union européenne à la suite de la crise financière de 2008. Il permet de mutualiser au niveau européen la surveillance des grandes banques européennes, d'imposer des méthodes d'analyse sur leurs risques au niveau national, et de rendre transparents les résultats de ces analyses (exposition, stress test, ...). 

## Origine
La faillite de plusieurs banques face à la succession des deux crises financières en 2008 puis en 2010 avec la crise de la dette de la zone euro va gravement altérer l'opinion du public sur le système bancaire et les institutions financières . De même, les pouvoirs publics qui sont de plus en plus sollicités pour sauver les grandes banques se retrouvent face à des institutions étalées sur plusieurs pays avec de grands risques systémiques. Cela oblige donc une coordination entre Etats européens. En conséquence et en parallèle des accords de Bâle (Bâle 2 puis Bâle 3) qui seront modifiés, du lancement du COREP, la Banque centrale européenne va en outre créer en 2014 le mécanisme de surveillance unique pour suivre avec une plus grande précision la prise de risque des grandes banques européennes,.

## Mécanisme
L'union bancaire a deux projets : le mécanisme de surveillance unique et le mécanisme de résolution unique.
Le premier concerne les plus grandes banques européennes, celles qui peuvent provoquer un risque systémique, quant au deuxième projet, cela concerne les grandes banques identifiées comme problématiques ou en risque de faillite.
Le MSU va dans un premier temps évaluer le risque des banques, vérifier que le montant des fonds propres corresponde aux ratios imposés par les accords de Bâle et dans un second temps imposer soit une étude approfondis du risque soit des restrictions ou des pénalités. Par exemple en 2020, où Piraeus Bank a été interdite d'utiliser ses fonds propres pour effectuer une transaction financière.

## Cibles
Seules les plus grandes banques européennes sont supervisées. En 2025, elles sont au nombre de 114. Les autres banques sont contrôlées par les banques centrales des pays même.

## Gouvernance
Danièle Nouy fut la première responsable du MSU en 2014,, puis Andrea Enria la remplace le 1er janvier 2019, pour un mandat de cinq ans.